# Italienisch-Äthiopischer Krieg (1895–1896)
Halai – Coatit – Senafe – Debra Ailà – Amba Alagi – Mek'elē – Adua

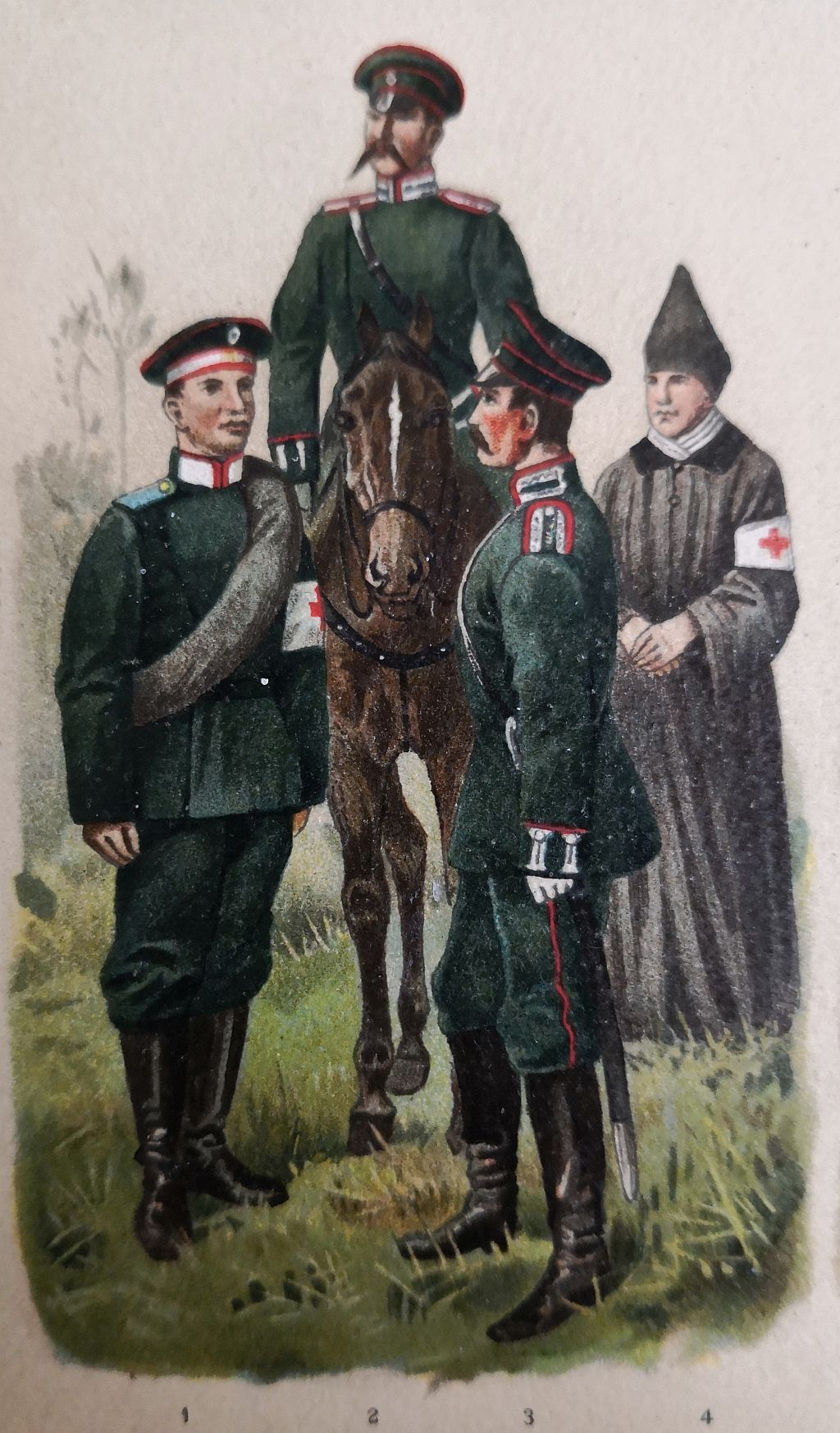
Eine russische Sanitätstruppe wurde im Mai 1896 nach Harar und Addis Abeba entsandt.

Der Erste Italienisch-Äthiopische Krieg war ein Kolonialkrieg zwischen Italien und Äthiopien von 1895 bis 1896.

## Hintergrund
Italienische Versuche, sich 1878 beim Berliner Kongress osmanische Gebiete anzueignen, waren fehlgeschlagen, wenn es Italien auch erstmals gelang, an einem Kongress der Großmächte teilzunehmen. Weitere Unternehmungen, über wirtschaftliche Aktivitäten Einfluss in Nordafrika zu erlangen, waren ebenfalls nicht erfolgreich. Die französische Besetzung Tunesiens im Jahr 1881 enttäuschte Italiens Hoffnungen auf dessen Erwerb und führte zum Rücktritt des Ministerpräsidenten Benedetto Cairoli. Die Mehrzahl der europäischen Einwanderer waren Italiener und das Gebiet hätte mit Sizilien und Pantelleria eine Kontrolle über die dortigen Seewege erlaubt. Dieser Rückschlag veranlasste Rom, am 20. Mai 1882 dem Dreibund beizutreten. Deutschland und Österreich-Ungarn sicherten Italien zwar freie Hand in den unbesetzten Gebieten Nord- und Ostafrikas zu, verweigerten aber die Unterstützung für militärische Konflikte, die aus Roms Streben nach Kolonien erwachsen könnten. Dafür führte die Mitgliedschaft im Dreibund aus Rücksicht auf den Verbündeten zu einem Zügeln der Irredenta, die sich auf österreich-ungarische Gebiete in Trient, Triest und Dalmatien richtete. Das aufgewertete Italien wandte nun seine Aufmerksamkeit vollends Afrika zu. 1882 erwarb es die Bucht von Assab und nach der Schwächung Ägyptens infolge des Mahdi-Aufstands 1885 mit Massaua einen zweiten Hafen am Roten Meer. Handelsstützpunkte in Somalia folgten (anfangs in Konkurrenz zur Deutsch-Ostafrikanischen Gesellschaft).
Bereits 1887 war ein Versuch, während des Eritreakriegs vom eritreischen Gebiet aus nach Äthiopien vorzustoßen, mit der Vernichtung einer italienischen Einheit in der Schlacht bei Dogali fehlgeschlagen. Außenminister Carlo Felice Nicolis Robilant und Kriegsminister Cesare Ricotti-Magnani hatten bald darauf zurücktreten müssen, Robilant konnte aber noch Deutschlands Unterstützung für Kompensationen im Fall französischer Gebietserweiterungen sichern. Ab 1889/90 gelang die Inbesitznahme des Küstengebiets zwischen Assab und Massaua. Aus ihnen bildete Italien seine erste Kolonie, Eritrea. Es folgte die Annexion des Südteils der somalischen Halbinsel, während Deutschland dortige Bestrebungen vollends einstellte. Schon vor dem Tod von Negus Yohannes IV. 1889 in der Schlacht von Gallabat hatten die Italiener den späteren Negus Menelik II. mit Waffen und Geld unterstützt.
Am 2. Mai 1889 schloss König Umberto I. mit Kaiser Menelik II. den Freundschaftsvertrag von Ucciali, der die Vorstufe zur italienischen Expansion nach Äthiopien bilden sollte. Äthiopien erkannte in ihm den italienischen Kolonialbesitz am Roten Meer an. Der italienische Text las sich als Anerkennung Äthiopiens, nunmehr ein italienisches Protektorat zu sein. Im Amharischen war davon keine Rede. Ministerpräsident Francesco Crispi verkündete den anderen Großmächten den neuen Protektoratsstatus, Menelik II. forderte eine Rücknahme dieser Deutung. Als Italien sich weigerte, kündigte Äthiopien 1893 den Vertrag. Hierauf blockierte Italien die Küste mit seiner Flotte, förderte Stammesgegensätze und versorgte Gegner Meneliks II. mit Waffen, so z. B. den äthiopischen Statthalter von Tigray (Mengesha Yohannes) und den Afar-Sultan von Aussa. Aufgrund bereits 1891 und 1894 geschlossener britisch-italienischer Verträge wurde Italien dabei von Großbritannien unterstützt, während Frankreich Waffen an Menelik II. lieferte. Vor dem Hintergrund der in den 1890er Jahren noch bestehenden französisch-italienischen, französisch-britischen und russisch-britischen Gegensätze wurde Äthiopien auch von Frankreichs Verbündetem Russland unterstützt.

## Eröffnungsphase des Krieges
Im Juni 1894 unterwarf sich der Statthalter von Tigray dem äthiopischen Kaiser. Im Dezember 1894 überschritten daraufhin die Italiener selbst die Grenzen, marschierten in Tigray ein und besetzten kurzzeitig Adua. Zunächst stand Mengesha Yohannes den Italienern allein gegenüber. Im Januar 1895 begannen die Kampfhandlungen, und nach ihren Siegen in den Schlachten von Coatit (Qwatit) und Senafe besetzten die Italiener Adua erneut sowie Adigrat und Tigrays Hauptstadt Mek’elē. Schon im April 1895 mussten sie jedoch Adua wieder räumen, auch wenn sie nach Ende der Regenzeit im Oktober 1895 nochmals tiefer nach Tigray vorstießen, bei Debra Ailà letztmals siegten und sogar Amba Alagi besetzten. Menelik II. versuchte noch immer zu verhandeln, was der italienische Oberkommandierende Oreste Baratieri ablehnte.

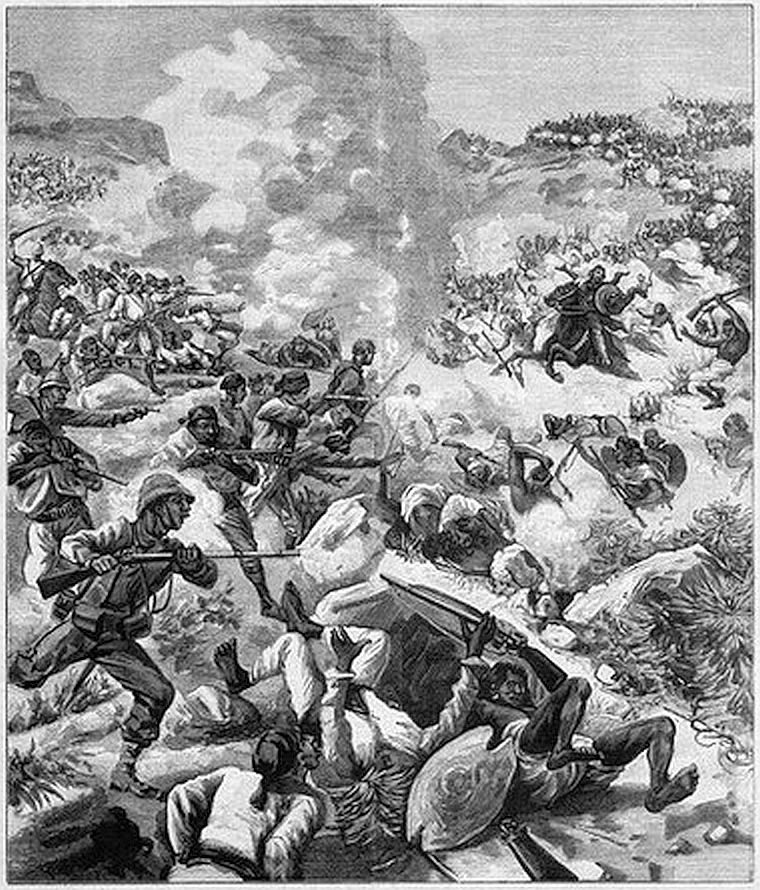
Schlacht von Coatit
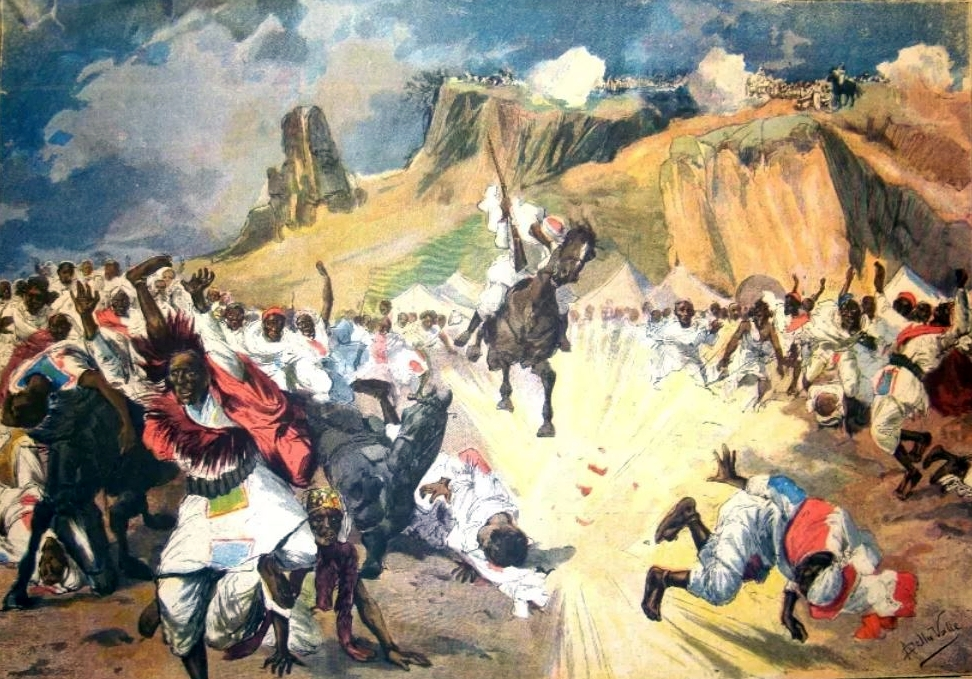
Schlacht von Senafe
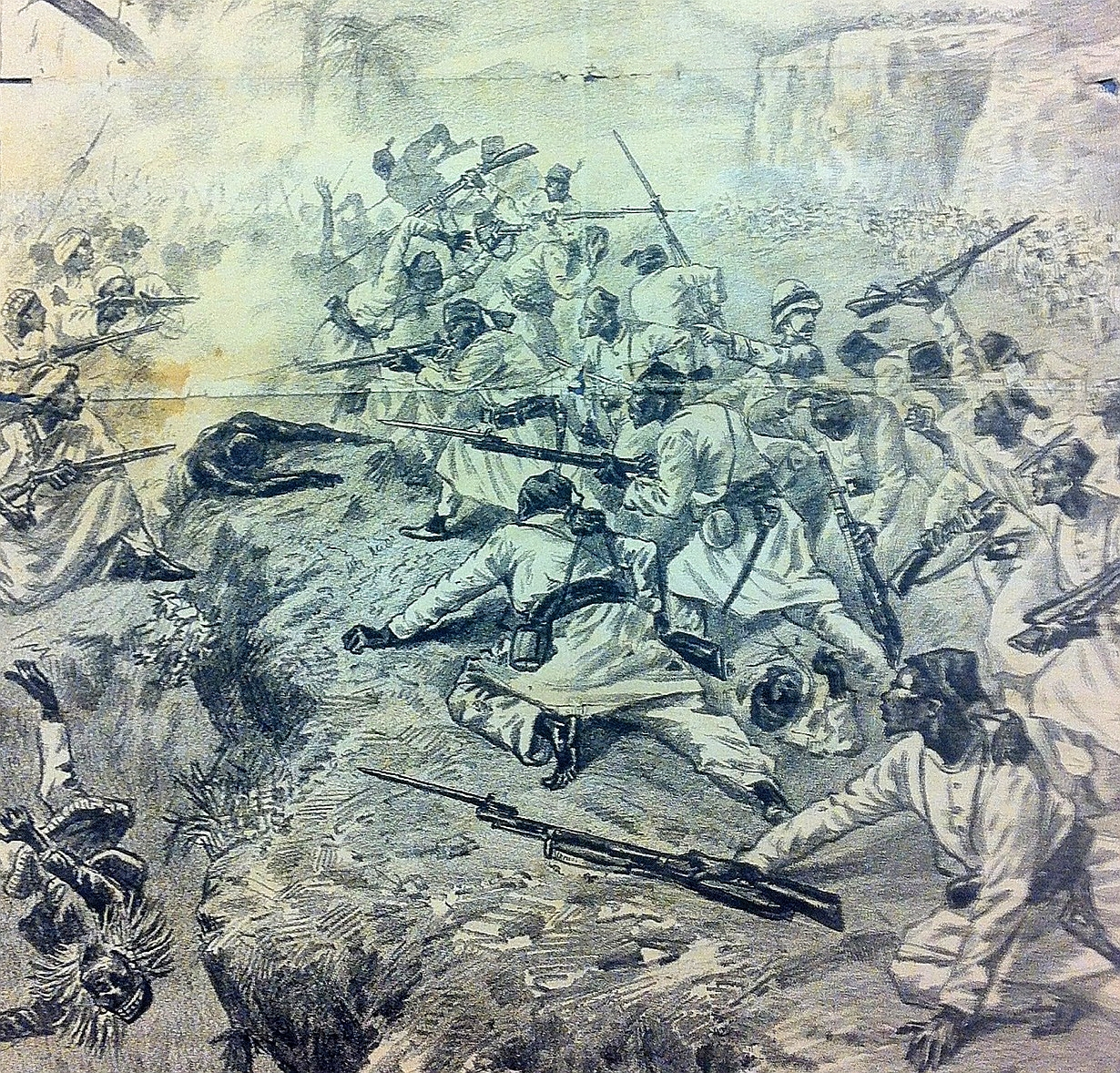
Schlacht von Debra Ailà

## Wende des Krieges
Im November 1895 griff daraufhin endlich auch Menelik in die Kampfhandlungen ein. Im Dezember verloren die Italiener die Schlacht um den Amba Alagi, und im Januar 1896 mussten sie nach der Schlacht von Mek'elē auch Mek’elē wieder den Äthiopiern überlassen und sich auf weitere äthiopische Gegenangriffe einstellen, woraufhin italienische Verstärkungen nach Ostafrika gesandt wurden. Beide Kammern des italienischen Parlaments hatten den Verstärkungen zur Verteidigung der Kolonie Eritrea zwar zugestimmt, Crispi und dem Oberkommandierenden Baratieri jedoch eine Erweiterung der Kolonie nicht gestattet.

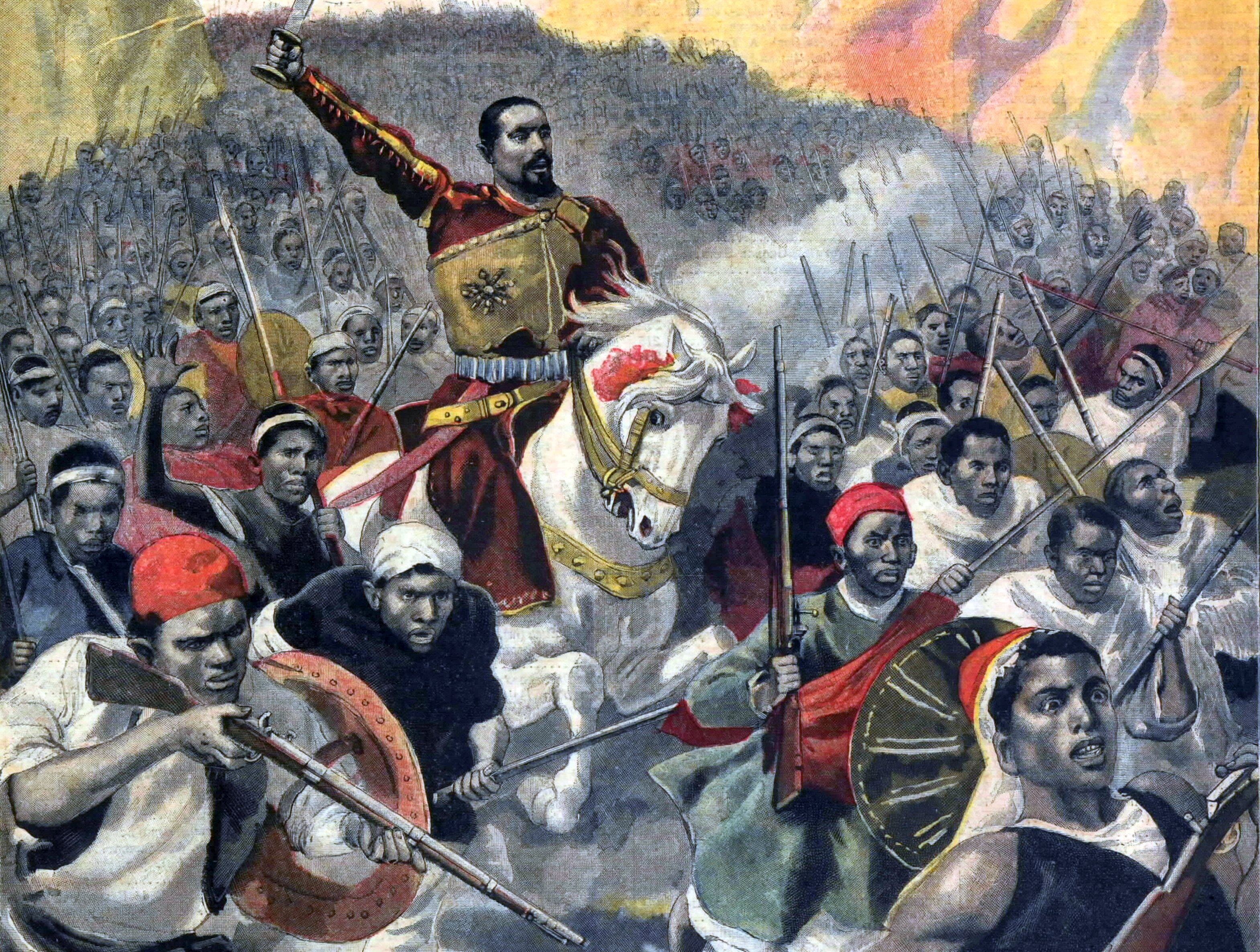
Schlacht um Amba Alagi
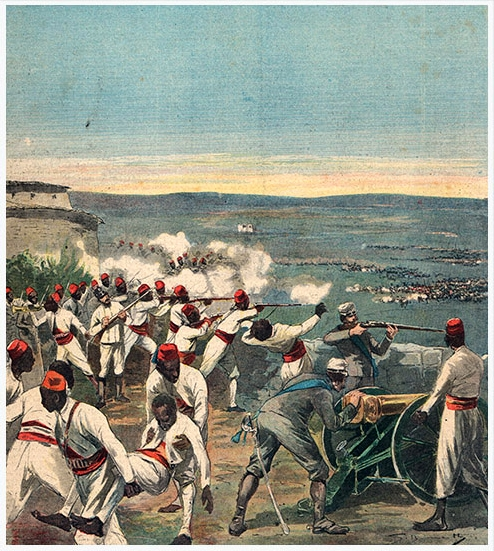
Schlacht von Mek'elē
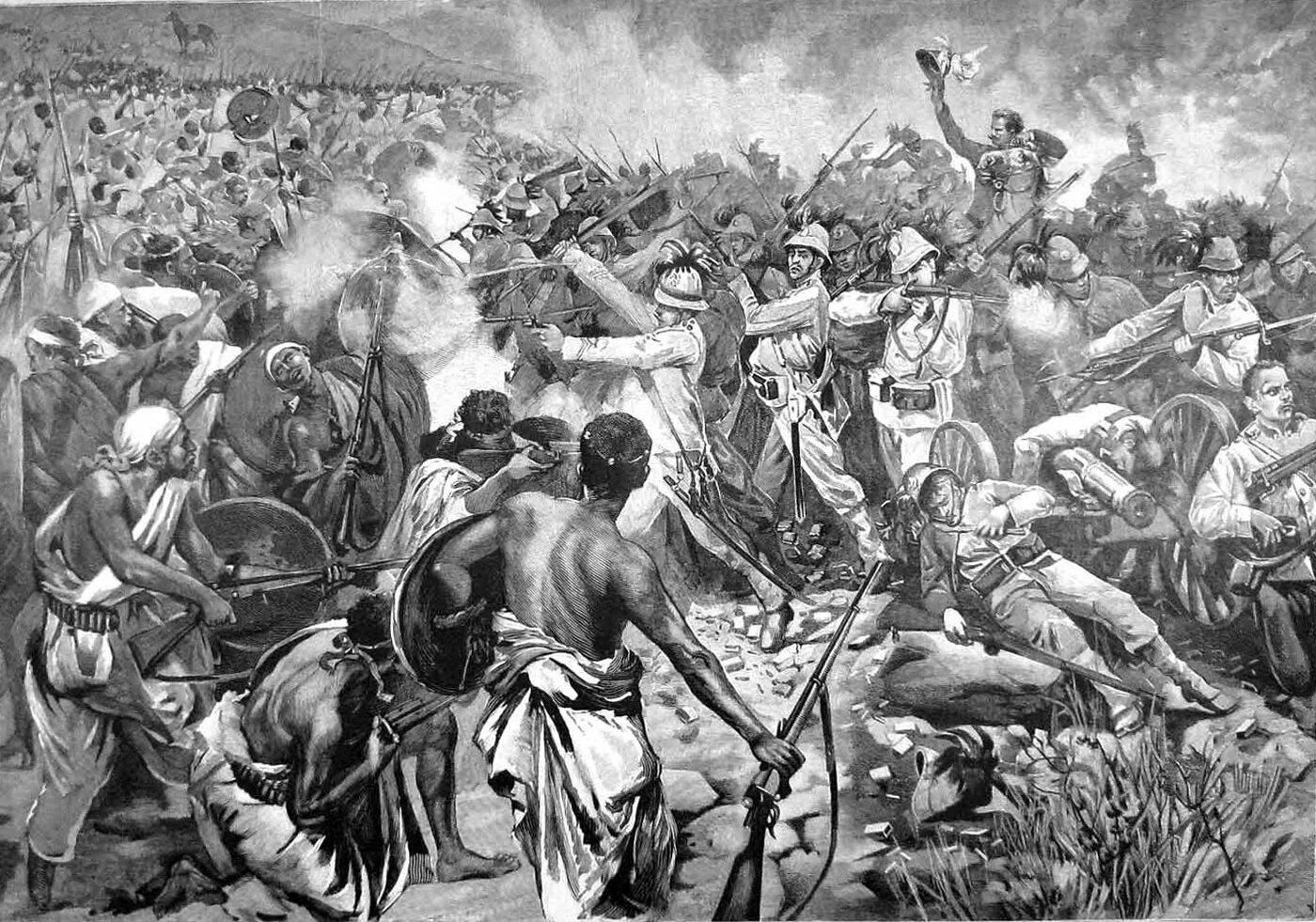
Schlacht von Adua

## Entscheidungsschlacht von Adua
Crispi wies Friedensangebote Meneliks II. zurück und so kam es am 1. März 1896 zur Schlacht von Adua. Baratieris 18.000 italienische Kolonialsoldaten mit 56 Kanonen trafen auf 60.000 Äthiopier mit 42 Kanonen. Das Ergebnis war eine vernichtende Niederlage Italiens. Nur 2500 Kolonialsoldaten entkamen, 3000 gerieten in Gefangenschaft. Die Äthiopier verloren 10.000 Mann.

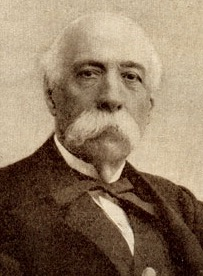
Francesco Crispi
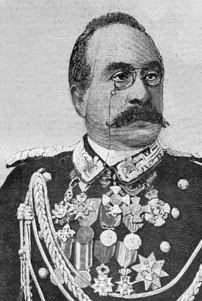
Oreste Baratieri
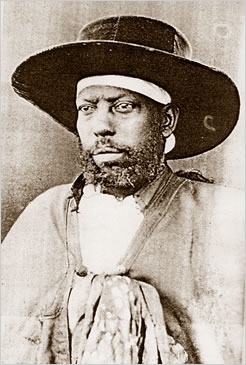
Menelik II.

Crispi behaupteten später, die italienische Armee hätte sofort nach der Niederlage von Adwa die Äthiopier wieder angreifen müssen, sie mit neuen Verstärkungen schlagen und ihnen die italienischen Gefangenen wieder abnehmen können und müssen. Experten zufolge wären für einen weiteren Feldzug ins Innere Äthiopiens jedoch 150.000 Mann und eineinhalb Milliarden Lire nötig gewesen; die öffentliche Meinung bzw. die Zustimmung des Parlaments war dafür jedoch nicht zu gewinnen. Einige Historiker und Äthiopisten hielten es für wahrscheinlicher, dass die Äthiopier ohne Schwierigkeiten noch vor Beginn der im Mai erwarteten Regenzeit die Küstengebiete Eritreas hätten besetzen können, wenn Menelik diese Gelegenheit denn tatsächlich hätte nutzen wollen. Die Regenzeit hätte dann eher die Italiener benachteiligt als die mit ihr vertrauten Äthiopier, während der Regenzeit wären größere italienische Gegenoffensiven verhindert worden. Eine Besetzung der eritreischen Häfen durch die Äthiopier hätte den Italienern zudem die Heranführung von Verstärkungen und Nachschub erschwert. Dass Menelik dennoch seine Offensive am 20. März 1896 abbrach, soll vor allem daran gelegen haben, dass mit einer Eroberung Eritreas die Bedeutung der Nachbarregion Tigray gestiegen wäre, was Menelik als Bedrohung für seine Herrschaft habe vermeiden wollen. Wieder auf sich allein gestellt, musste Ras Mengesha im Mai 1896 in einen Waffenstillstand und Gefangenenaustausch mit den Italienern einwilligen.

## Ende des Krieges, Folgen
In Rom, Turin, Neapel und weiteren italienischen Städten kam es zu sozialistischen Kundgebungen gegen eine Fortsetzung des Krieges. Am 5. März 1896 trat Crispi von seinem Amt zurück. Im Mai 1896 zog Baratieris Nachfolger Antonio Baldissera nach dem Waffenstillstand mit Ras Mengesha die Italiener auch aus Adigrat zurück und am 23. Oktober 1896 unterzeichneten Äthiopien und Italien einen Friedensvertrag, in dem Italien die Unabhängigkeit Äthiopiens anerkannte, während Äthiopien den italienischen Besitz in Eritrea akzeptierte. Oreste Baratieri wurde wegen des Desasters bei Adua vor ein Kriegsgericht gestellt, jedoch freigesprochen. Crispi erhielt 1898 eine offizielle Rüge, weil er die Vorgaben des Parlaments missachtet und Baratieri zur Ausweitung des Krieges gedrängt hatte. Crispis Sturz machte den Weg frei für eine Aussöhnung mit Frankreich, das fortan Äthiopien immer weniger unterstützte.
Ermuntert durch den abessinischen Erfolg erhoben sich im November 1896 auch die Somalier in Mogadischu und Merka gegen die Italiener (Lafoole-Massaker), die italienischen Missionen unter Antonio Cecchi und Vittorio Bottego wurden niedergemetzelt. Nach Kontakten mit russischen (und französischen) Agenten rebellierten im November 1898 auch die Afar in Raheita gegen die Italiener, wurden jedoch rasch wieder unterdrückt. Vom Druck der Italiener befreit, aber eben auch ohne ihre Unterstützung, erhob sich Ende 1898 währenddessen Ras Mengesha offen gegen Menelik, wurde jedoch im Februar 1899 geschlagen, als Statthalter von Tigray abgesetzt und endgültig als Rivale ausgeschaltet.

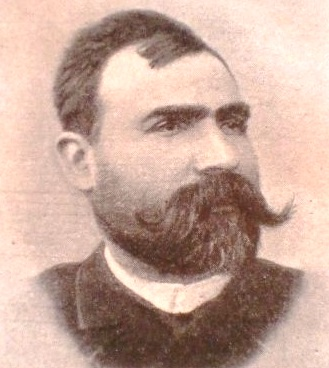
Antonio Cecchi († 1896)
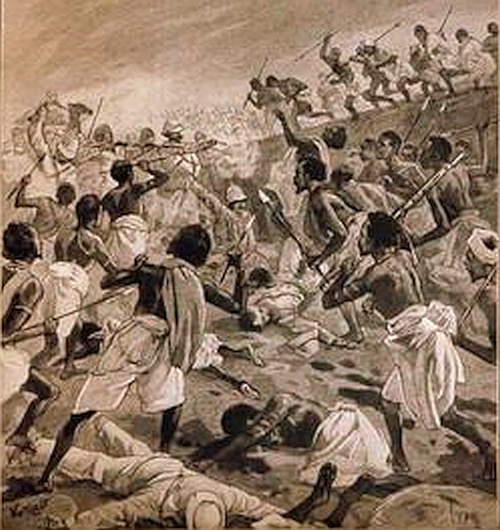
Lafoole-Massaker (1896)
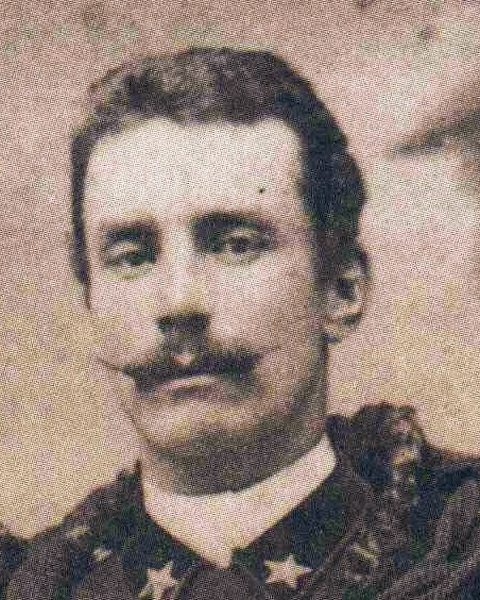
Vittorio Bottego († 1897)

Ohne Beteiligung Äthiopiens schloss Italien 1906 entgegen den Vertragsvereinbarungen mit Frankreich und Großbritannien einen Vertrag, der Äthiopien zur gemeinsamen Einflusszone erklärte. Unter anderem dieser Vertrag diente Benito Mussolini als Vorwand für den Italienisch-Äthiopischen Krieg von 1935.